# Tmesisternus rufotriangularis
Tmesisternus rufotriangularis là một loài bọ cánh cứng trong họ Cerambycidae.